# Unieuro-Wilier/Saison 2016
Dieser Artikel listet Erfolge und Fahrer des Radsportteams Unieuro-Wilier in der Saison 2016 auf.

## Erfolge in der UCI Europe Tour
In den Rennen der UCI Europe Tour Saison 2016 der UCI Europe Tour gelangen die nachstehenden Erfolge.
| Datum                     | Rennen                            | Kat. | Fahrer           |
| ------------------------- | --------------------------------- | ---- | ---------------- |
| 21. Mai                   | Berner Rundfahrt                  | 1.2  | Enrico Salvador  |
| 8. Juni                   | 1. Etappe Slowakei-Rundfahrt      | 2.2  | Matteo Malucelli |
| 9. Juni                   | 2. Etappe Slowakei-Rundfahrt      | 2.2  | Mauro Finetto    |
| 7.–12. Juni               | Gesamtwertung Slowakei-Rundfahrt  | 2.2  | Mauro Finetto    |
| 17. August                | Trofeo Beato Bernardo             | 1.2U | Enrico Salvador  |
| 30. August                | 3. Etappe Bulgarien-Rundfahrt     | 2.2  | Marco Tecchio    |
| 28. August – 2. September | Gesamtwertung Bulgarien-Rundfahrt | 2.2  | Marco Tecchio    |

## Erfolge in der UCI Africa Tour
In den Rennen der UCI Africa Tour Saison 2016 der UCI Africa Tour gelangen die nachstehenden Erfolge.
| Datum    | Rennen                  | Kat. | Fahrer           |
| -------- | ----------------------- | ---- | ---------------- |
| 3. April | 3. Etappe Tour du Maroc | 2.2  | Matteo Malucelli |
| 4. April | 4. Etappe Tour du Maroc | 2.2  | Matteo Malucelli |
| 6. April | 6. Etappe Tour du Maroc | 2.2  | Matteo Malucelli |
| 7. April | 7. Etappe Tour du Maroc | 2.2  | Alex Turrin      |

## Abgänge – Zugänge
| Zugänge                       | Team 2015          | Abgänge                         | Team 2016                   |
| ----------------------------- | ------------------ | ------------------------------- | --------------------------- |
| Mauro Finetto (ab 9. Februar) | Southeast          | Simone Petilli                  | Lampre-Merida               |
| Alessandro Malaguti           | Nippo-Vini Fantini | Lorenzo Rota                    | Bardiani CSF                |
| Ottavi Dotti                  |                    | Davide Ballerini                | Androni Giocattoli-Sidermec |
| Enrico Salvador               |                    | Fabio Chinello                  | D’Amico Bottecchia          |
| Alex Turrin                   |                    | Lucas Gaday                     | Team Roth                   |
| Matteo Malucelli              | Team Idea          | Stefano Nardelli                | Norda-MG.Kvis               |
| Mattia Viel                   |                    | Rino Gasparrini                 | Unbekannt                   |
| Andrea Cacciotti              | GM Cycling Team    | Sebastian Trillini              | Unbekannt                   |
| Marco Molteni                 |                    | Giovanni Pedretti (bis 1. Juni) | Unbekannt                   |
| Simone Ravanelli              | Neoprofi           |                                 |                             |

## Mannschaft
| Teamkader 2016                                  | Teamkader 2016     | Teamkader 2016 | Teamkader 2016                       |
| Name                                            | Geburtsdatum       | Land           | Vorheriges Team                      |
| ----------------------------------------------- | ------------------ | -------------- | ------------------------------------ |
| Andrea Cacciotti                                | 19. November 1996  | Italien        |                                      |
| Giovanni Carboni                                | 31. August 1995    | Italien        | Area Zero (2014)                     |
| Ottavio Dotti                                   | 27. Juni 1997      | Italien        |                                      |
| Mauro Finetto                                   | 10. Mai 1985       | Italien        | Southeast (2015)                     |
| Mattia Frapporti                                | 2. Juli 1994       | Italien        |                                      |
| Alessandro Malaguti                             | 22. September 1987 | Italien        | Nippo-Vini Fantini (2015)            |
| Matteo Malucelli                                | 20. Oktober 1993   | Italien        | Idea 2010 ASD (2015)                 |
| Marco Molteni                                   | 10. Oktober 1996   | Italien        |                                      |
| Giovanni Pedretti (1. Jan.–15. Jun.)            | 9. Mai 1996        | Italien        |                                      |
| Davide Plebani                                  | 24. Juli 1996      | Italien        |                                      |
| Simone Ravanelli                                | 4. Juli 1995       | Italien        |                                      |
| Enrico Salvador                                 | 30. November 1994  | Italien        | Zalf Euromobil Désirée Fior (2015)   |
| Marco Tecchio                                   | 31. August 1994    | Italien        |                                      |
| Alex Turrin                                     | 3. Juni 1992       | Italien        |                                      |
| Mattia Viel                                     | 22. April 1995     | Italien        | Chambéry CF (2015)                   |
| Alessandro Fedeli (1. Aug.–31. Dez., Stagiaire) | 2. März 1996       | Italien        | General Store Bottoli Zardini (2016) |
| Stefano Moro (1. Aug.–31. Dez., Stagiaire)      | 22. Juni 1997      | Italien        |                                      |
|                                                 |                    |                |                                      |
| Quellen: ProCyclingStats Cycling Archives       |                    |                |                                      |